# Holzmühl (Egenhofen)
Holzmühl ist eine Einöde und ein Gemeindeteil von Egenhofen im oberbayerischen Landkreis Fürstenfeldbruck.

## Geografie
Der Ort liegt am südlichsten Ende des Gemeindegebiets circa zwei Kilometer südlich von Aufkirchen und zwei Kilometer nordöstlich von Mammendorf.

## Geschichte
Am 1. Mai 1978 wurde Holzmühl als Ortsteil der ehemals selbständigen Gemeinde Aufkirchen nach Egenhofen eingegliedert.